# Љубав и част
Љубав и част (енгл. Love and Honor) америчка је љубавно-драмски филм из 2013. године у режији Денија Мунија. Заснован на истинитој причи, дешава се током Вијетнамског рата а смештен је у Ен Арбор. Прича прати војника који, након што га је оставила девојка, одлучује да се тајно врати кући из рата са својим најбољим пријатељем како би је поново освојио.

## Радња
Када Долтон Џојнер открије да га је девојка Џејн оставила, заклиње се да ће отићи кући током једнонедељног допуста и поново је освојити. Његов најбољи пријатељ Мики Рајт учиниће све да помогне свом пријатељу.
У само седам дана морају да оду у САД, натерају Џејн да се предомисли и врате се у рат а да не буду ухваћени. Али када стигну кући, затекну Џејн и њену лепу другарицу и активисткињу Кендас у срцу антиратног покрета.
Џојнер и Рајт морају да донесу тешке животне одлуке током ових недељу дана у јулу 1969. године, откривајући истину о љубави, части и оданости.

## Улоге
| Глумац         | Улога         |
| -------------- | ------------- |
| Лијам Хемсворт | Мики Рајт     |
| Остин Стоунвел | Долтон Џојнер |
| Ејми Тигарден  | Џејн          |
| Тереза Палмер  | Кендас        |
| Крис Лоуел     | Питер Гус     |
| Макс Адлер     | Бернс         |
| Вајат Расел    | Тофер Линкон  |
| Делвон Роу     | Ајзак         |